# Хурма восточная
Хурма́ восто́чная (лат. Diōspyros kāki) — вид многолетних деревьев рода Хурма семейства Эбеновые (Ebenaceae), происходящий из Азии. Этот вид произрастает в Японии, Китае, Мьянме, Непале, на севере Индии. В Китае он встречается в дикой природе на высотах до 1,830—2500 м.
Культивируется как плодовое растение по всему миру. В Китае известно около 2000 сортов, в Японии — более 800, из которых около 150 описано.

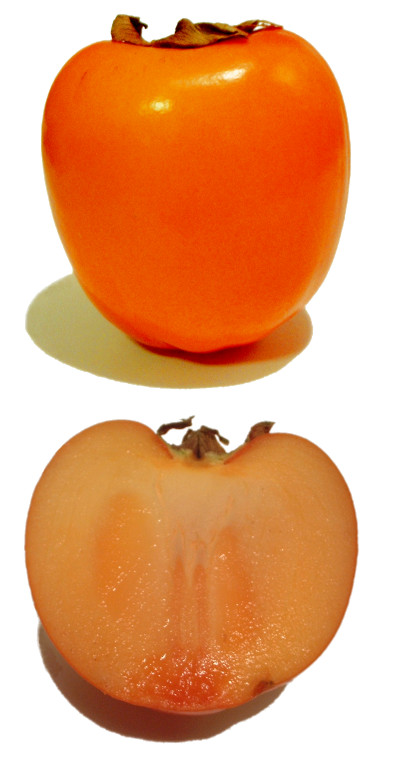
Плод неоплодотворённого женского цветка (без семян)

## Название
Другие названия растения на русском языке — хурма китайская, хурма японская, королёк.
Некоторые источники указывают автором научного названия вида Diospyros kaki Линнея младшего, который опубликовал это название в работе «Supplementum Plantarum Systematis Vegetabilium Editionis Decimae Tertiae, Generum Plantarum Editiones Sextae, et Specierum Plantarum Editionis Secundae» в 1782 году.

## Сорта
По зарубежной классификации сорта хурмы делят на две группы: варьирующие и константные.
Варьирующими называют сорта, плоды которых, в зависимости от того, как они образовались — в результате оплодотворения или же партенокарпически, — имеют различные потребительские качества, то есть:
- Плоды, образовавшиеся партенокарпически и не содержащие семян, по созревании цвет мякоти не изменяют, а терпкость теряют только после лежки;
- Плоды тех же сортов, но образовавшиеся после опыления и имеющие семена, уже при съёме имеют не терпкую мякоть, а цвет мякоти темнеет, вплоть до тёмно-коричневого цвета.

К константным относят сорта, плоды которых, вне зависимости от опыления и образования семян, цвет мякоти не изменяют. Их подразделяют на две подгруппы: терпкие и сладкие.
В СССР придерживались несколько иной классификации и подразделяли все сорта на 3 группы:
1. Таннидные (или константные), что соответствовало константным терпким;
2. Бестаннидные (или сладкие), что соответствовало константным сладким;
3. Варьирующие (корольковые, или шоколадные)[4]. Распространённое название «Королёк» относится в основном к старинному японскому сорту «Хиакуме». К известным «шоколадным» сортам относится сорт «Зенджи-Мару»[5].

Распространённое заблуждение о том, что сорт хурмы «Шарон» — это гибрид яблони и японской хурмы (например,), не имеет под собой никаких оснований. Это сладкий константный сорт хурмы восточной, выведенный в Израиле. Твёрдая мякоть плодов сорта «Шарон» не содержит семян и имеет мягкий вкус, так как почти лишена танинов.

## Ботаническое описание

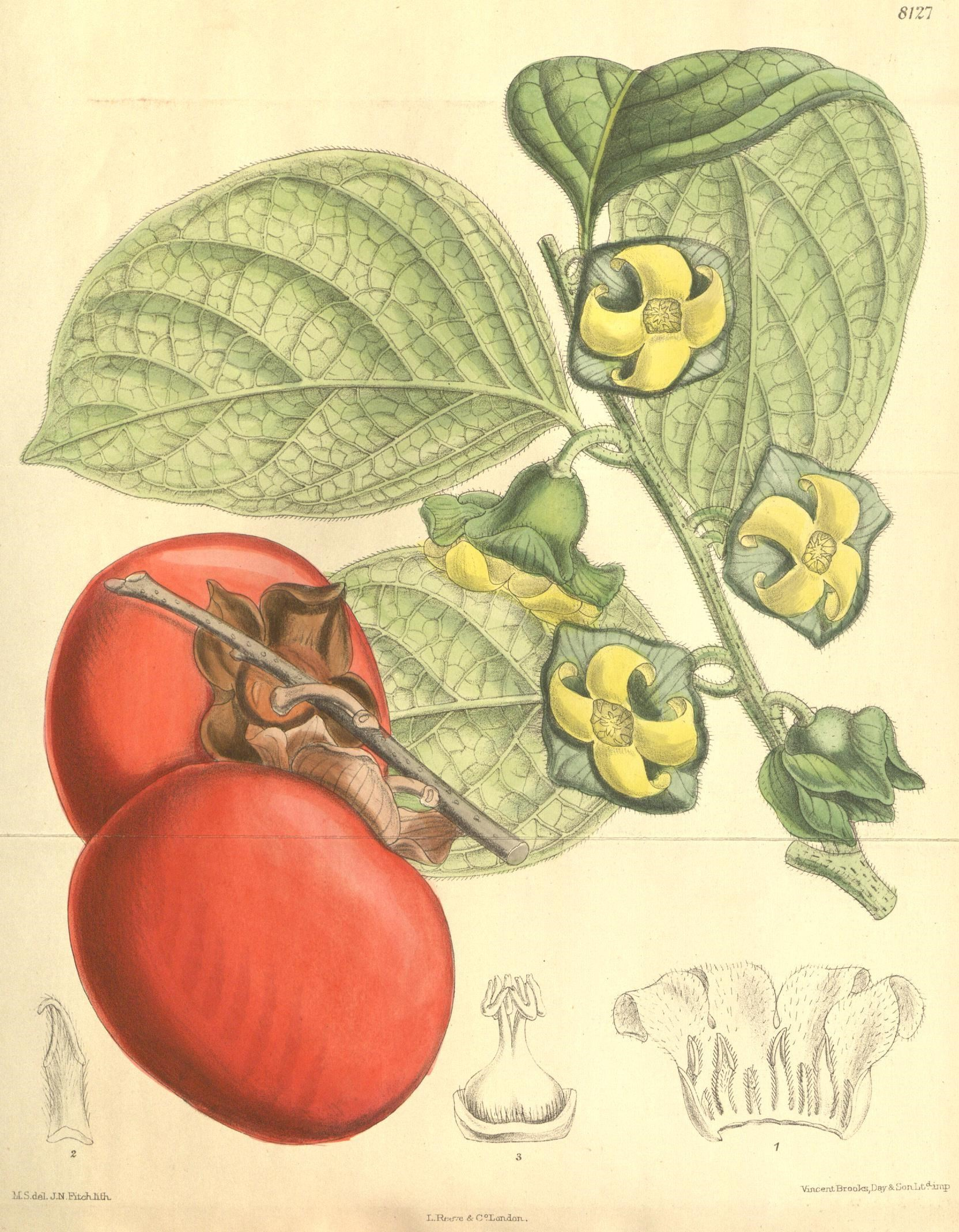
Ботаническая иллюстрация из Curtis’s botanical magazine, 1907

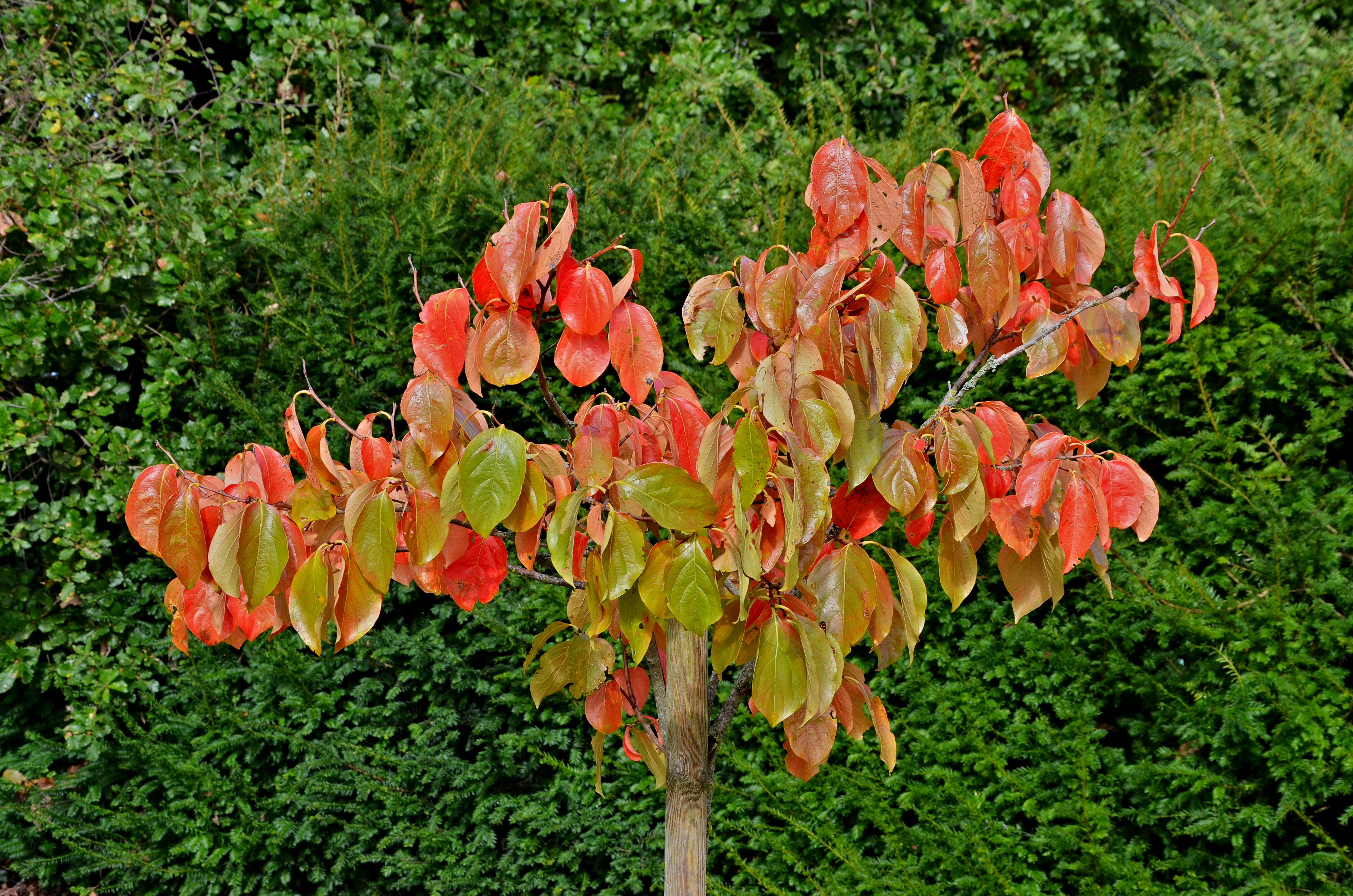
Осенняя окраска листьев хурмы восточной. Франция

Дерево, достигающее высоты до 10 м (известны случаи достижения высоты 12 м). С виду растение похоже на яблоню.
Листья очерёдные, яйцевидно-продолговатые, тёмно-зелёные, снизу бледные, широколанцетовидные. Осенью приобретают красную окраску.
Цветки в пазухах листьев — одиночные или по нескольку, на коротких ножках. Чашечка четырёхлопастная. Венчик четырёхлопастный, колокольчатый, тёмно-красный. В мужских цветках 16 тычинок; в женских четыре — восемь стаминодий и верхняя завязь, обыкновенно восьмигнёздная, с одной семяпочкой в каждом гнезде.
Хурма восточная цветёт с мая по июнь.
Цветки желтовато-белые, могут быть трёх типов: мужские, женские и смешанные. Растения, как правило, однодомные с мужскими и женскими цветами отдельно на одном дереве, но существуют также двудомные культуры. Опыление осуществляется насекомыми. Если женские цветки не оплодотворены, они размножаются путём партеногенеза, а затем дают бессемянные фрукты.

### Плоды
Плод — буровато-жёлтая, мясистая ягода размером с яблоко, съедобен, сладкий, оранжевый, похожий на помидор.
Шарообразный или овальный плод имеет массу до 500 г. Гладкая, блестящая и тонкая кожура имеет цвет от жёлтого до красно-оранжевого. Несколько более светлая мякоть плода может содержать до восьми семян и имеет вяжущий вкус. При созревании плод становится мягче, сравнимо с киви.
Плоды хурмы восточной становятся зрелыми, когда листья уже в большинстве успели опасть, в октябре — ноябре.
Период созревания приходится у одних сортов на начало, у других — на конец октября.
Высокое содержание танина в незрелых плодах хурмы восточной вызывает горьковатый вяжущий вкус, который исчезает вместе с танинами при созревании и на морозе. Очень высокое содержание бета-каротина (провитамина A) делает их особенно ценными.
Зрелые плоды содержат глюкозу (до 20 %) и богаты витамином C, минералами, волокнами и фенолами, что делает их очень полезными для предотвращения сердечно-сосудистых заболеваний. Они используются в свежем виде. Плоды должны быть полностью созревшими и даже перезрелыми. Плод может быть также высушенным как инжир и может служить для приготовления варенья и десертов. Энергетическая ценность — 70 ккал на 100 г продукта.
|                                                         |
|                                                         |
|                                                         |
| Diospyros kaki Плоды на дереве Завязь хурмы Плоды хурмы |

## Применение

### Кулинария
Обычно хурму съедают как самодостаточный плод. Мякоть хурмы используется в выпечке, желе, пудингах, муссах, мармеладах и джемах.
Популярна сушёная хурма, из хурмы также делают патоку, сидр, пиво и вино. Незрелую вяжущую хурму в Японии используют для приготовления саке. Жареные семена могут использоваться как заменитель кофе.
Хурма содержит в 2 раза больше пищевых волокон и полезных микроэлементов, чем яблоки. В ней также много антиоксидантов. Плоды хурмы содержат большое количество воды, золы, белков, углеводов, органических кислот и дубильных веществ. Этот фрукт также богат калием, кальцием, магнием, фосфором и железом, а также витаминами А, С и P.
Хурма является диетическим продуктом, показанным при расстройстве пищеварения благодаря наличию пектина. Она используется в народной медицине при желудочных заболеваниях.
Большое содержание сахаров, в основном глюкозы и фруктозы, поддерживает здоровье сердечно-сосудистой системы, и при этом уровень глюкозы в крови не достигает пика.

### Медицина
Содержащийся в хурме магний снижает вероятность образования камней в почках.
Хурма обладает мочегонным действием и тонизирующими свойствами. Обладает бактерицидным действием в отношении кишечной и сенной палочки, золотистого стафилококка.
Употребление плодов хурмы является одной из частых причин образования безоаров и дальнейшей непроходимости кишечника.

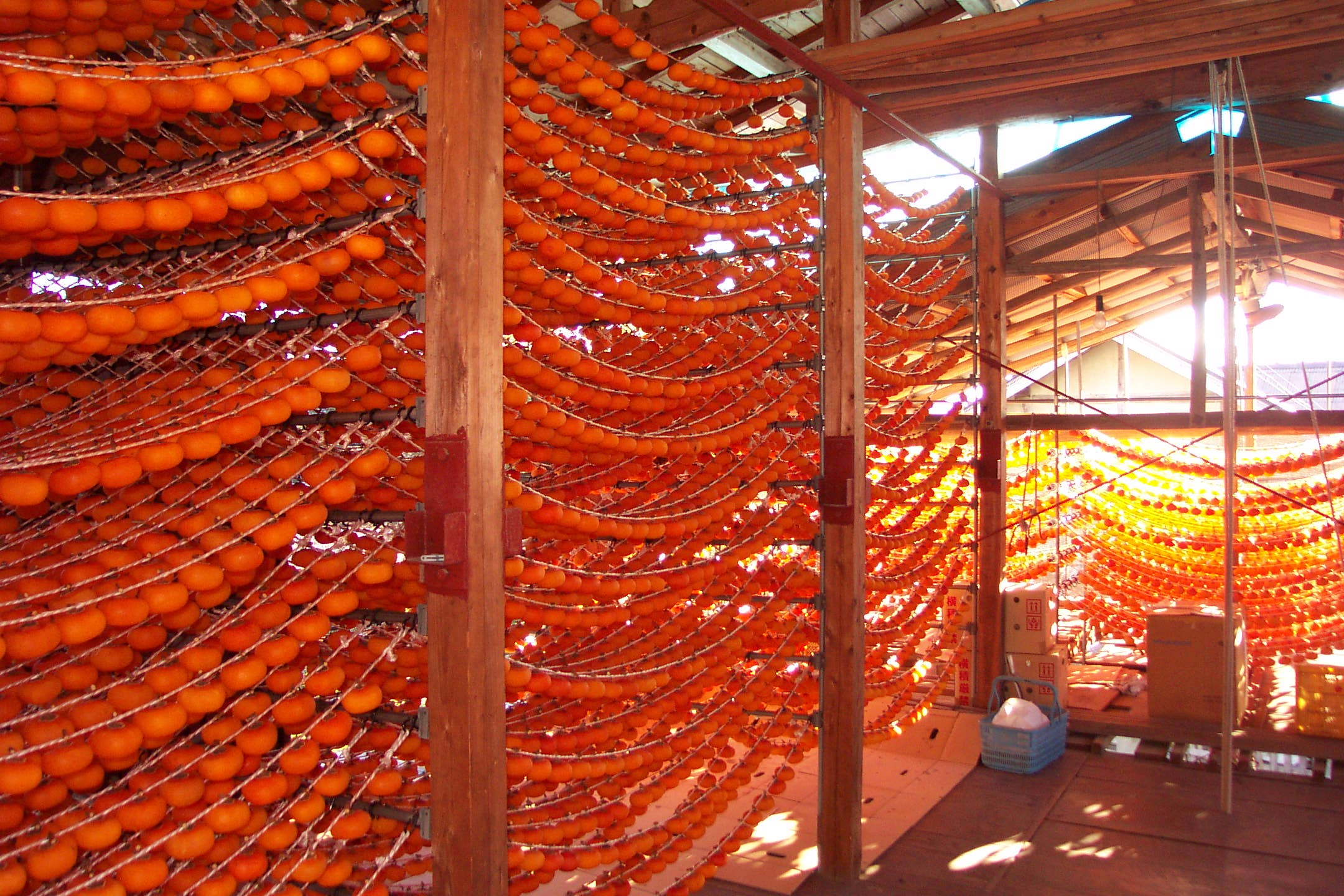
Сушка хурмы в Японии

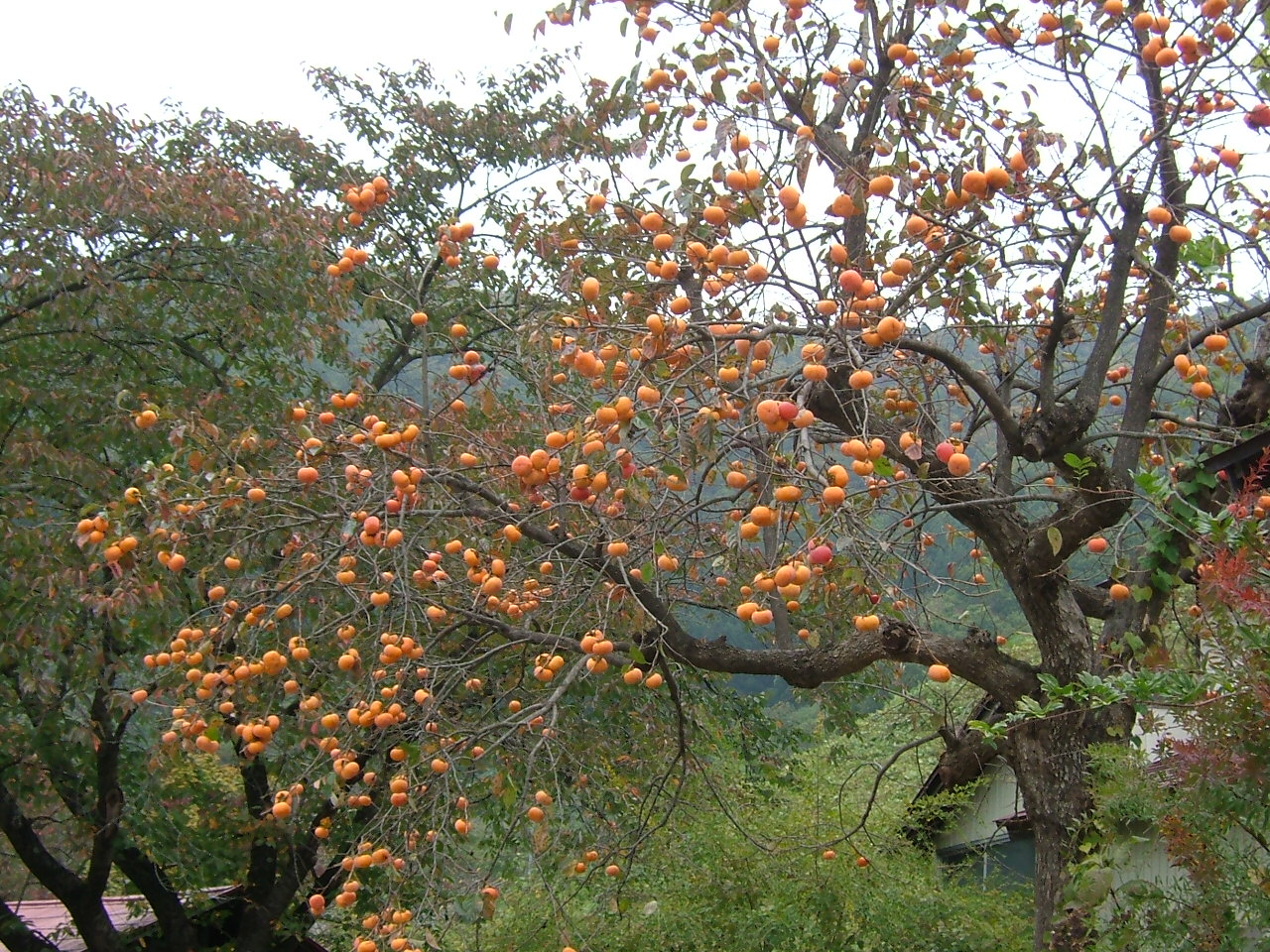
Дерево kaki в городе Наньё, Ямагата, Япония в октябре 2005

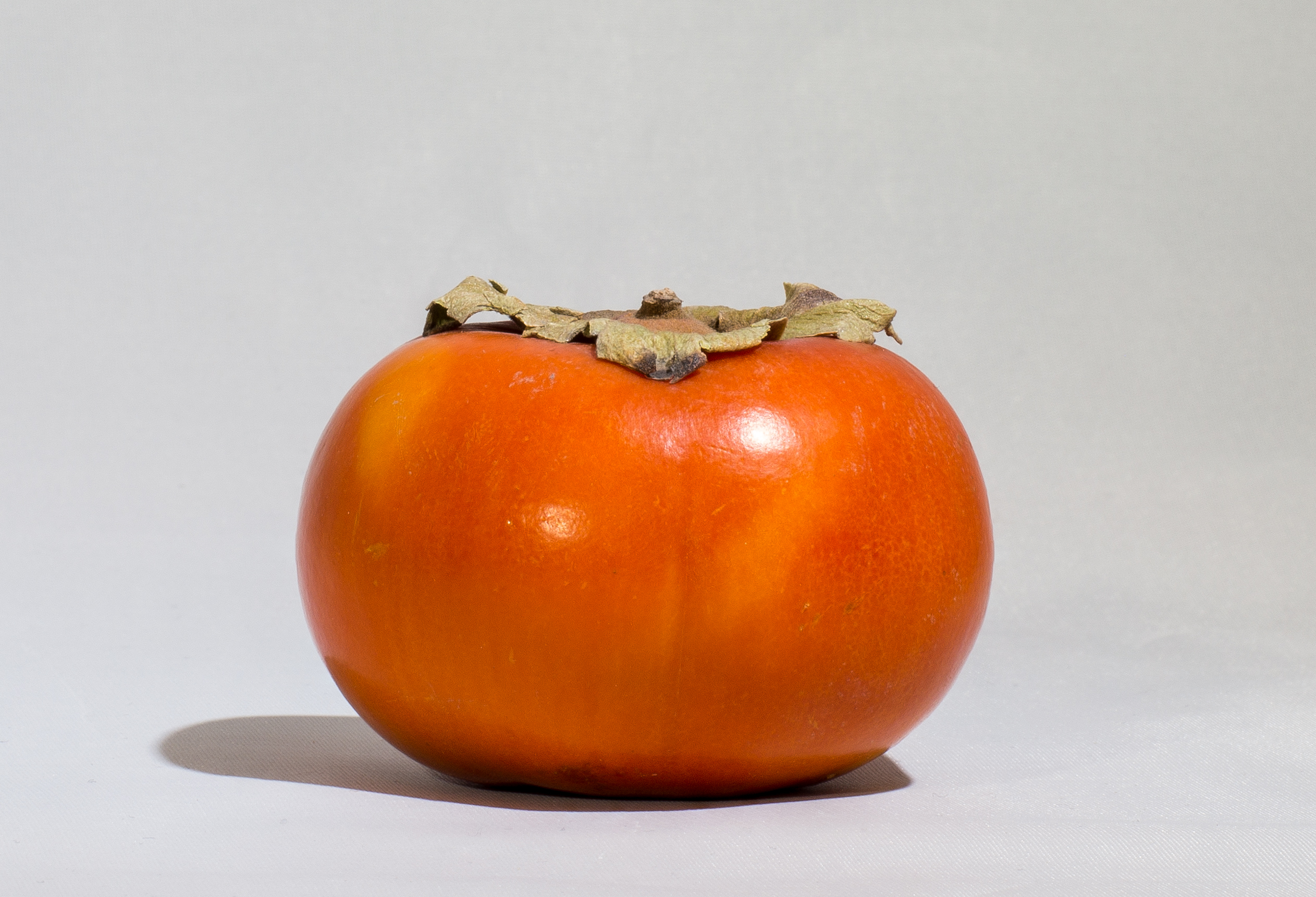
Хурма фуйю

## Разведение
В Китае хурма восточная является одним из древнейших культурных растений (возделывается уже в течение примерно 2000 лет). В Европу хурма впервые, по-видимому, попала на кораблях португальских купцов в XVI столетии. Выращивать хурму в странах Средиземноморья стали во Франции в середине XIX века, затем в Италии и Алжире. В России введение в культуру хурмы началось в 1888—1889 годы в Сухуме, куда были выписаны саженцы из Италии. Тифлисский ботанический сад в 1895 году имел уже 22 сорта, полученных также из Италии. В 1901 г. в Никитском ботаническом саду в Крыму была заложена небольшая плантация хурмы. В США семена хурмы были привезены впервые из Японии в 1855 г. коммодором Перри. Позже, в 1870 г. саженцы хурмы были закуплены в Японии Департаментом сельского хозяйства и высажены в Калифорнии. В Австралии культивируется с 1885 г., в Бразилии — с 1890 г. (плантации хурмы значительно расширились после 1920 г. с ростом числа японских иммигрантов). В настоящее время выращивается также в странах Средиземноморья (например, в Испании и Израиле), в Южной Африке, Новой Зеландии и в Иране. В СССР хурму восточную стали выращивать практически везде, где ранее выращивалась хурма кавказская, то есть на Кавказе и в Средней Азии, так как хурма восточная имеет большую урожайность и более крупные плоды, содержащие много танина (хотя из-за вяжущих свойств танина плоды хурмы восточной сильно уступают кавказской хурме по вкусу).
Хурма восточная возделывается во многих странах мира, причём 90 % плодов выращивается в Китае, Японии и Корее. Основное время уборки — октябрь и ноябрь, когда деревья теряют уже все листья.
| Ведущие производители хурмы (тонн) Источник: Продовольственная и сельскохозяйственная организация ООН | Ведущие производители хурмы (тонн) Источник: Продовольственная и сельскохозяйственная организация ООН | Ведущие производители хурмы (тонн) Источник: Продовольственная и сельскохозяйственная организация ООН | Ведущие производители хурмы (тонн) Источник: Продовольственная и сельскохозяйственная организация ООН | Ведущие производители хурмы (тонн) Источник: Продовольственная и сельскохозяйственная организация ООН | Ведущие производители хурмы (тонн) Источник: Продовольственная и сельскохозяйственная организация ООН | Ведущие производители хурмы (тонн) Источник: Продовольственная и сельскохозяйственная организация ООН | Ведущие производители хурмы (тонн) Источник: Продовольственная и сельскохозяйственная организация ООН | Ведущие производители хурмы (тонн) Источник: Продовольственная и сельскохозяйственная организация ООН |
| Страна                                                                                                | 1970                                                                                                  | 1990                                                                                                  | 1995                                                                                                  | 2000                                                                                                  | 2005                                                                                                  | 2018                                                                                                  | 2019                                                                                                  | |
| --- | --- | --- | --- | --- | --- | --- | --- | --- |
| Китай                                                                                                 | 457 341                                                                                               | 640 230                                                                                               | 985 803                                                                                               | 1 615 797                                                                                             | 1 837 000                                                                                             | 3 084 458                                                                                             | 3 084 458                                                                                             | |
| Корея                                                                                                 | 30 310                                                                                                | 95 758                                                                                                | 194 585                                                                                               | 287 847                                                                                               | 250 000                                                                                               | 346 679                                                                                               | 492 320                                                                                               | |
| Япония                                                                                                | 342 700                                                                                               | 285 700                                                                                               | 254 100                                                                                               | 278 800                                                                                               | 230 000                                                                                               | 208 000                                                                                               | 346 679                                                                                               | |
| Азербайджан                                                                                           | | | | | | 160 092                                                                                               | 208 000                                                                                               | |
| Бразилия                                                                                              | 21 659                                                                                                | 46 712                                                                                                | 51 685                                                                                                | 63 300                                                                                                | 150 000                                                                                               | 156 935                                                                                               | 160 092                                                                                               | |
| Испания                                                                                               | | | | | | 492 320                                                                                               | | |
| Тайвань                                                                                               | | | | | | 84 301                                                                                                | | |
| Узбекистан                                                                                            | | | | | | 71 214                                                                                                | | |
| Италия                                                                                                | 59 600                                                                                                | 68 770                                                                                                | 61 300                                                                                                | 42 450                                                                                                | 51 332                                                                                                | 47 615                                                                                                | | |
| Израиль                                                                                               | - | 17 200                                                                                                | 11 000                                                                                                | 14 000                                                                                                | 40 000                                                                                                | 28 000                                                                                                | | |
| Новая Зеландия                                                                                        | - | 972                                                                                                   | 1600                                                                                                  | 1200                                                                                                  | 1300                                                                                                  | | | |
| Иран                                                                                                  | 25 | 925                                                                                                   | 1000                                                                                                  | 1000                                                                                                  | 1000                                                                                                  | | | |
| Австралия                                                                                             | - | 329                                                                                                   | 640                                                                                                   | 650                                                                                                   | 650                                                                                                   | | | |
| Мексика                                                                                               | - | 275                                                                                                   | 274                                                                                                   | 450                                                                                                   | 450                                                                                                   | | | |
| Общее производство                                                                                    | 852035                                                                                                | 1156871                                                                                               | 1561988                                                                                               | 2305494                                                                                               | 2561732                                                                                               | | | |

В восточно-азиатском регионе хурме восточной приписываются целебные свойства. Считается, что она укрепляет желудок и помогает от диареи. Незрелые плоды считаются жаропонижающими, до тех пор пока они не становятся сладкими как мёд. Сок незрелого плода считается снижающим кровяное давление, а стебли плода облегчающими кашель.
Хурме восточной свойственно обильное плодоношение. В Калифорнии деревья сорта 'Hachiya' дают 150—250 кг с одного дерева. Растению необходим регулярный полив (приблизительно каждые десять дней).

## Древесина
Древесина хурмы восточной очень тверда и напоминает эбеновое дерево, каковым в сущности и является — традиционно эбеновым деревом называется древесина нескольких тропических видов рода хурма. В США она служит для изготовления спортивных принадлежностей. Она также используется для изготовления мебели в Китае, в Корее и в Японии.

## В культуре
- Обезьяна и краб — японская сказка о конфликте из-за хурмы.